# Asterella leptophylla
Asterella leptophylla là một loài rêu trong họ Aytoniaceae. Loài này được Mont. Grolle mô tả khoa học đầu tiên năm 1976.